# Tredje portugisiska republiken
Tredje portugisiska republiken är i Portugals historia tiden från Nejlikerevolutionen i april 1974, då regimen Estado Novo, förknippad med namn som António de Oliveira Salazar och Marcello Caetano, avskaffades. Inbördeskrig hotade under de tidiga åren. En ny konstitution antogs 1976, censuren upphörde, yttrandefrihet förklarades gälla, politiska fångar släpptes ur fängelset och Estado Novo-institutionerna stängdes. Självständighet gavs till flera av imperiets tidigare portugisiska besittningar och en demokratiseringsprocess började, vilken kom att leda till Portugals inträde i EG 1986.